# Uvrier
Uvrier est une localité périurbaine de la commune de Sion en Suisse située dans le canton du Valais.

## Géographie
Anciennement rural, encore durant la première partie du XXe siècle, Uvrier s'est progressivement transformé en agglomération rurbaine ou périurbaine dès la fin de ce même siècle par mitage progressif de ses terrains agricoles par des maisons individuelles et des petits bâtiments résidentiels. Du hameau de la Maya et de la campagne arboricole parsemée de fermes qu'elle formait dans sa forme initiale, la localité d’Uvrier a pris les formes d'une banlieue résidentielle. Administrativement, Uvrier dépend de son centre urbain de la Ville de Sion situé à 5 kilomètres à l'ouest. Sa population active est surtout composée de travailleurs pendulaires. En 2012, Uvrier comptait près de 1 400 habitants. 
La localité est limitée à l'est par la rivière la Lienne. Sur la rive gauche de cette rivière se trouve la commune de Saint-Léonard qui elle, se trouve sur le district de Sierre.

## Communauté
Le quartier d'Uvrier dépend politiquement de la commune de Sion. 
La vie de quartier à Uvrier s'est principalement développée autour de sa chapelle, érigée en 1968. Le "conseil de communauté" qui s'y est créé dans les années qui ont suivi, composé de membres fidèles laïcs, ont mis sur pied, en dehors des activités propres à la vie de l'Église, plusieurs occasions de se rencontrer, comme la Fête de Communauté (début octobre) ou les fenêtres de l'Avent (du 1er au 24 décembre).

## Points forts
À l'initiative du CAU, les habitants d'Uvrier se retrouvent une fois par année pour partager ensemble une journée de convivialité.
Uvrier a aussi été plusieurs fois traversé par les cyclistes participants du Tour de Romandie.